# Gerrha
Gerrha (en arabe جرهاء) est une ancienne ville d'Arabie, située sur la côte ouest du Golfe Persique, à proximité ou sous le fort actuel d'Uqair, localisée à 80 km au nord est d'Al-Hasa dans la province d'Ach-Charqiya en Arabie saoudite. 
Le site a été découvert en 1924 par le Major R. E. Cheesman CBE. Gerrha et Uqair sont des sites archéologiques situés sur la côte orientale de la péninsule arabique à une centaine de kilomètres des lieux de sépultures antiques de Dilmun sur l'île de Bahreïn.
Avant Gerrha, la région fait partie de la civilisation de Dilmun, conquise par l'empire assyrien en 709 av. J.-C.. 
Gerrha devient le centre d'un royaume arabe d'environ 650 av. J.-C. à 300 apr. J.-C. environ (voir références). Le royaume, attaqué par Antiochos III le Grand en 205-204 av. J.-C., semble avoir survécu. L'époque de la chute de Gerrha est encore inconnue, mais la zone est sous contrôle perse sassanide après 300 apr. J.-C.,.
Gerrha est décrite par Strabon (liv. XVI.) comme habitée par des exilés chaldéens de Babylone, qui auraient bâti leurs maisons de sel, et les réparant par application d'eau salée. Selon Pline l'Ancien (lust. Nat. VI. 32), la ville avait 8 km de circonférence et des tours construites en blocs carrés de sel.
Des identifications différentes du site ont été tentées, Carsten Niebuhr préférant le Koweït, et C. Forster suggérant que les ruines sont au bout de la baie derrière l'île de Bahreïn.